# Адаево (Оренбургская область)
Адаево — деревня в Кувандыкском городском округе Оренбургской области.

## География
Находится на речке Курузяк в 700 м от устья, в 10 км от села Краснознаменка.

## История
Основана в начале XX века на земле, купленной у башкир. По преданию, первопоселенцы носили фамилию Адаевы.

## Население
| 2010 |
| ---- |
| 88   |